# Jasiniec Białebłota
Jasiniec Białebłota – przystanek kolejowy we wsi Białe Błota, w powiecie bydgoskim w woj. kujawsko-pomorskim, w Polsce.